# Daniël van der Stoep
Daniël van der Stoep, né le 12 septembre 1980 à Delft, est un homme politique néerlandais, député européen de 2009 à 2014.

## Biographie
Initialement membre du Parti pour la liberté (PVV), il ne fait partie d'aucun groupe. Il est membre de la commission des libertés civiles, de la justice et des affaires intérieures. Il quitte le PVV en 2011 et rejoint le parti Article 50 (en) en 2013.